# Cuộc phỏng vấn
Cuộc phỏng vấn (tiếng Anh: The Interview) là một bộ phim hài năm 2014 của Mỹ về chính trị của hai đạo diễn Seth Rogen và Evan Goldberg sau phim This is the End (2013). Kịch bản của Dan Sterling chuyển thể từ một bộ truyện được viết bởi Rogen, Goldberg và Sterling. Phim có sự tham gia diễn xuất của Rogen và James Franco trong vai hai phóng viên được chỉ thị ám sát nhà lãnh đạo Bắc Triều Tiên Kim Jong-un (do Randall Park thủ vai) sau khi đã điều đình một cuộc phỏng vấn với gã. Phim đã nhận được ý kiến trái chiều từ các nhà phê bình.
Tháng 6 năm 2014, chính quyền Bắc Triều Tiên đe dọa sẽ có những hành động không thương tiếc đối với Hoa Kỳ nếu nhà phân phối phim, Columbia Pictures, tiến hành phát hành bộ phim. Columbia trì hoãn việc phát hành từ ngày 10 tháng 10 sang ngày 25 tháng 12, và đã đăng tin là đã sửa bộ phim để làm cho nó dễ chấp nhận hơn với Bắc Triều Tiên. Tháng 11, các hệ thống máy tính của công ty mẹ Sony Pictures Entertainment đã bị hack bởi "Guardians of Peace", một nhóm FBI tin rằng có quan hệ với Bắc Triều Tiên. Sau khi bị rò rỉ một vài bộ phim sắp tới khác của Sony và một số thông tin nội bộ nhạy cảm khác, nhóm này đòi Sony rút lại phim The Interview, gọi nó là "bộ phim của chủ nghĩa khủng bố". Ngày 16 tháng 12 năm 2014, Guardians of Peace đã đe dọa sẽ dùng những biện pháp khủng bố tấn công các rạp nào chiếu phim The Interview.
Ngày 17 tháng 12, sau khi một số chuỗi rạp chiếu phim lớn ở Bắc Mỹ hủy chiếu bộ phim với lý do an toàn, Sony cũng hủy bỏ việc phát hành ra rạp của The Interview, dẫn tới việc bị chỉ trích từ các phương tiện truyền thông, người nổi tiếng Hollywood, và Tổng thống Mỹ Barack Obama. Ngày 24 tháng 12, The Interview được phát hành trên các dịch vụ cho thuê trực tuyến. Phim đã có một phiên bản giới hạn tại một số rạp chiếu vào ngày 25 tháng 12 năm 2014.

## Nội dung
Dave Skylark là một người dẫn chương trình nổi tiếng, chương trình Skylark Tonight của anh thường phỏng vấn những người nổi tiếng để tìm hiểu chuyện đời tư của họ. Skylark có một người bạn thân là Aaron Rapaport, cũng chính là nhà sản xuất của chương trình. Một ngày nọ, Skylark phát hiện ra Chủ tịch Bắc Triều Tiên Kim Jong-un là một fan hâm mộ của Skylark Tonight. Kim cho người gọi điện cho Rapaport để thúc giục anh sắp xếp một cuộc phỏng vấn chính gã. Rapaport sau đó đến Đan Đông, Trung Quốc để nhận hướng dẫn từ Park Sook-yin - Bộ trưởng Bộ Tuyên truyền Triều Tiên, và anh chấp nhận thực hiện buổi phỏng vấn Kim.
Đài truyền hình khắp nước Mỹ đồng loạt đưa tin Skylark sắp có cơ hội phỏng vấn Kim Jong-un. Đặc vụ CIA Lacey tìm đến nhà của Skylark và Rapaport, cô đề nghị cả hai ám sát Kim. Chính phủ Mỹ cho rằng Kim là một tên độc tài nguy hiểm khi gã đang sở hữu dàn tên lửa hạt nhân có thể bay đến tận Bờ Tây nước Mỹ, điều này là mối đe dọa đối với nước Mỹ. Skylark và Rapaport ban đầu có vẻ do dự, nhưng cuối cùng cũng đồng ý giúp đỡ CIA. CIA đã chuẩn bị một miếng dán tẩm độc, Skylark sẽ dán nó vào bàn tay rồi bắt tay Kim, chất độc sẽ thấm vào tay gã và gã sẽ chết sau 12 giờ. Trước khi lên đường, Skylark giấu miếng dán độc vào gói kẹo cao su. Skylark và Rapaport đến đất nước Cộng hòa Dân chủ Nhân dân Triều Tiên, gặp hai sĩ quan an ninh Koh và Yu, người kiểm tra đồ đạc của họ. Koh đã nhai miếng dán độc vì hắn nghĩ nó là kẹo cao su thật. Skylark và Rapaport gọi cho Lacey, báo cáo về việc họ làm mất miếng dán độc. Lacey liền cho một máy bay không người lái bay đến gửi thêm hai miếng dán khác cho Skylark và Rapaport. Trong lúc chạy ra ngoài nhặt gói hàng, Rapaport đã chạm trán một con hổ Siberi, anh còn giấu gói hàng trong hậu môn để không bị nhóm lính Triều Tiên phát hiện. Kim đến gặp Skylark và trò chuyện vui vẻ với anh.
Skylark và Kim chơi bóng rổ và mở tiệc tùng, họ trở thành bạn bè và thông cảm cho đời tư của nhau. Kim tâm sự rằng gã cảm thấy khó chịu khi cả thế giới luôn hiểu lầm gã là một tên độc tài độc ác và nhà lãnh đạo thất bại. Trong bữa ăn tối, chất độc bắt đầu hành hạ Koh, nhưng trước khi chết hắn đã vô tình bắn chết Yu. Sáng hôm sau, Skylark muốn từ bỏ việc ám sát Kim, nhưng Rapaport khăng khăng đòi ám sát Kim. Skylark chứng kiến cơn giận dữ của Kim khi gã tuyên bố sẵn sàng dùng vũ lực với bất cứ quốc gia nào dám đụng đến gã. Skylark đi dạo ngoài đường và phát hiện ra cửa hàng tạp hóa gần đó chỉ là đồ giả, nhận ra rằng Kim đã nói dối mình. Rapaport và Sook-yin gặp nhau tại phòng riêng, hai người muốn quan hệ tình dục với nhau. Sook-yin còn tâm sự rằng cô cảm thấy hối hận khi phải bảo vệ cho đế chế độc tài này. Skylark, Rapaport và Sook-yin lên kế hoạch làm người dân Triều Tiên không còn sùng bái Kim nữa, bằng cách khiến gã khóc trên sóng truyền hình.
Trong buổi phỏng vấn được phát trực tiếp trên toàn thế giới, Skylark cố tình hỏi những câu hỏi khó để chọc giận Kim. Rapaport và Sook-yin nắm quyền kiểm soát phòng phát sóng, tấn công những tên lính muốn ngắt sóng. Khi Skylark hát bài "Firework" của Katy Perry, Kim đã khóc lóc như một đứa trẻ, làm mất đi vẻ nghiêm trang cứng rắn của gã. Kim tức giận rút súng bắn Skylark, nhưng anh vẫn còn sống do có mặc áo chống đạn. Skylark, Rapaport và Sook-yin chạy thoát khỏi tòa nhà, họ được một người lính gác giúp đỡ. Ba người cướp một chiếc xe tăng T-54/55 của Kim để tẩu thoát, Kim đuổi theo họ trên một chiếc máy bay trực thăng. Khi Kim chuẩn bị ra lệnh phóng một quả tên lửa hạt nhân, Skylark dùng nòng pháo xe tăng bắn nổ chiếc trực thăng, giết chết Kim.
Theo sự hướng dẫn của Sook-yin, Skylark và Rapaport chạy qua một đường hầm rồi gặp được đội đặc nhiệm SEAL Team Six, họ lên thuyền tẩu thoát khỏi Triều Tiên, trong khi Sook-yin trở về Bình Nhưỡng để xử lý một số việc chính trị. Sau này Skylark viết một cuốn sách nói về trải nghiệm của anh khi còn ở Triều Tiên, lúc này đã trở thành một nền dân chủ phi hạt nhân hóa với Sook-yin là nhà lãnh đạo tạm thời.

## Diễn viên
- James Franco vai Dave Skylark
- Seth Rogen vai Aaron Rapaport
- Lizzy Caplan vai Đặc vụ Lacey
- Randall Park vai Kim Jong-un
- Diana Bang vai Park Sook-yin
- Timothy Simons vai Malcolm
- Reese Alexander vai Đặc vụBotwin
- Eminem vai Khách mời
- Rob Lowe vai Khách mời
- Bill Maher vai Khách mời
- Seth Meyers vai Khách mời
- Joseph Gordon-Levitt vai Khách mời
- Brian Williams vai Khách mời
- Scott Pelley vai Khách mời